# تشاز رو
تشاز رو (بالإنجليزية: Chaz Roe)‏ هو لاعب كرة قاعدة أمريكي، ولد في 9 أكتوبر 1986 في ستوبنفيل في الولايات المتحدة.

## وصلات خارجية
- تشاز رو على موقع دوري كرة القاعدة الرئيسي (الإنجليزية)
- تشاز رو على موقعبيزبول رفرنس.كوم (الدوري الرئيسي) (الإنجليزية)
- تشاز رو على موقعبيزبول رفرنس.كوم (الدوري الثانوي) (الإنجليزية)
- تشاز رو على موقع إي إس بي إن.كوم (أم.أل.بي) (الإنجليزية)
- تشاز رو على موقع مشجعي الرسوم البيانية (الإنجليزية)